# 89 Millimeter
89 Millimeter (Alternativtitel: 89 mm – Freiheit in der letzten Diktatur Europas) ist ein Dokumentarfilm des Filmemachers Sebastian Heinzel aus dem Jahr 2004.

## Inhalt
Der Film beschreibt das Lebensgefühl sechs junger Belarussen, die nach dem Zusammenbruch der Sowjetunion versuchen, einen Weg für sich und ihre Zukunft zu finden. Die titelgebenden 89 Millimeter sind der Unterschied der Spurweite der Eisenbahngleise zwischen Belarus und seinen westlichen Nachbarn. Kein großer Abstand und doch öffnet sich an der Grenze zur angeblich „letzten Diktatur Europas“ eine andere Welt.
Der bei Entstehung des Films erst 24-jährige Regisseur sucht nach den Menschen in diesem Land. Dabei konzentriert er sich auf die Frage, wie sich eine Diktatur im täglichen Leben zeigt und was sie mit den Menschen macht. Im Alltag beobachtet der Autor, wie junge Erwachsene seiner Generation ihr Leben gestalten. Während fünf mehrwöchiger Aufenthalte in Minsk entwickelte sich im Laufe eines ganzen Jahres eine enge Vertrautheit zwischen Filmteam und Protagonisten, die der Zuschauer in der Intimität der aufgenommenen Situationen spüren kann.

## Festivalbeteiligung (Auswahl)
- „One World Festival“ in Prag und Bratislava
- „Cologne Conference“ („Spectrum Junger Film“) in Köln
- „Anonimul Festival“ in Sfântu Gheorghe / Rumänien
- „Dokument Festival“ in Glasgow / Schottland
- „EU XXL“ in Wien und Krems
- „Big Sky Documentary Festival“ in Missoula / USA

## Preise
- Prädikat Wertvoll, Filmbewertungsstelle (FBW)
- Lobende Erwähnung der Jury, „Kasseler Dokumentarfilm- und Videofest“
- Bester Schnitt, Internationales Studentenfilmfestival Sehsüchte in Potsdam
- Beste Kamera, „Dokufest“ in Prizren/Kosovo

## Kritiken
- Lexikon des internationalen Films: „Durch die kluge Struktur entsteht ein erhellendes Generationenporträit, das nicht nur die Menschen und ihre Hoffnungen vorstellt, sondern auch die Befindlichkeit einer Region spiegelt, die von Westeuropa weiterhin abgeschnitten ist.“[2]
- Deutsche Welle: „Eine wirkliche Offenbarung der Situation in diesem wenig bekannten Land in der Mitte Europas.“
- Süddeutsche Zeitung: „In dem sehenswerten Dokumentarfilm erkundet der junge Regisseur sehr subtil die Mechanismen der Diktatur Lukaschenkos.“
- Jury „Kasseler Dokumentarfilm- und Videofest“: „Ein Kaleidoskop aus Begegnungen, die sich zu einem spannenden Gesamtbild zusammenfügen.“
- Jury „Sehsüchte Festival“ Potsdam: „Frei von vorgefertigten Deutungsmustern lässt der Film eine facettenreiche Welt entstehen, in der sich der Zuschauer frei umsehen kann.“